# Кубок Первого канала 2009
Кубок Первого Канала 2009 — четвёртый розыгрыш турнира, должен был пройти с 26 января по 1 февраля 2009 года в Израиле. Турнир отменён решением Российской «Национальной академией футбола».

## Отмена турнира
Призовой фонд в этом розыгрыше турнира был отменён. Организаторы Кубка Первого канала решили отказаться от призового фонда. Решение это обусловлено резко возросшими из-за изменения регламента турнира расходами. Другие причины отмены турнира комментирует Александр Эйдельштейн, вице-президент «Национальной академии футбола»:

— К сожалению, в этом году "Кубок «Первого канала» проводиться не будет. От участия в турнире отказался санкт-петербургский «Зенит», а до него выпали из обоймы московские «Динамо» и «Спартак» и казанский «Рубин». Серьёзные клубы не захотели принять участие в розыгрыше Кубка, а приглашать остальные команды на их место вряд ли целесообразно. 

— Какова главная причина отказа клубов? 

— И «Зенит», и почти все остальные клубы объясняют своё решение тем, что изменился формат турнира, не очень подходящий для них. 

— Российская «Национальная академия футбола» в дальнейшем не отказывается от проведения футбольного турнира? 

— Нет-нет. Надеюсь, что в 2010 году турнир состоится. Разумеется, если в наши планы не вмешаются разного рода кризисы и экономические неурядицы. А в этот раз возникает своего рода вынужденная пауза.

Проведение очередного Кубка Первого Канала оставалось под вопросом долгое время. Постепенно от турнира отказывались то спонсоры, то один за другим клубы. Сначала отказался участвовать в турнире «Спартак», сославшись на маленький отпуск в связи с тем, что последняя игра сезона у «Спартака» 18 декабря, впоследствии ему нашли замену в виде чемпиона России «Рубина», который уже запланировал график на январь 2009 года товарищескими матчами, представители казанского чемпиона сказали, что если бы получили предложение от организаторов раньше, то не отказались бы, а учитывая, что оно пришло слишком поздно, не хотелось отказывать друзьям в товарищеских встречах. После организаторы кубка пытались уговорить московское «Динамо», которое сначала согласилось, но впоследствии отказалось по причине того, что призовой фонд хотели увеличить за счёт клубов. Руководство «Зенита» тоже поначалу сомневалось в том, стоит ли ехать на турнир, учитывая, что большинство грандов отказались.
В розыгрыше кубка приняли бы участие 8 клубов: 3 из России, 4 с Украины и 1 из Узбекистана:
- «Зенит» (Санкт-Петербург) [4]
- «Крылья Советов» (Самара)
- ЦСКА (Москва)
- «Динамо» (Киев)
- «Днепр» (Днепропетровск)
- «Шахтёр» (Донецк)
- «Металлист» (Харьков)
- «Бунёдкор» (Ташкент)